# Tearin' Up My Heart
«Tearin' Up My Heart» (en español: «Rompiendo mi corazón») es el quinto sencillo de la banda 'N Sync, de su álbum homónimo. En el 1997, Tearin' Up My Heart llegó al número 30 en la lista de VH1 de las 100 mejores canciones de los años 1990.

## Vídeo musical
El vídeo es el mismo para Europa y Estados Unidos. Muestra a 'N Sync en un almacén, bailando, y participando de una sesión de fotos. Originalmente, una chica se suponía que estaría en la cama con Justin Timberlake en sus sesiones en solitario, pero esta idea fue vetada, ya que Timberlake tenía 17 en ese tiempo. (Se puede verlo descalzo en la cama.) El baile fue la misma rutina en la que participó en televisión o en un concierto. El vídeo debutó en TRL el 14 de septiembre de 1998. El vídeo fue dirigido por Stefan Ruzowitzky y fue nominado por el premio de Video musical en 1999.

## Lista de canciones

### Reino Unido
CD1 (74321675852)
1. «Tearin' Up My Heart» [Beat Back Radio Edit] - 3:29
2. «Tearin' Up My Heart» [Riprock & Alex G's Heart Edit] - 3:52
3. «You Got It» - 3:33

CD2 (74321675832)
1. «Tearin' Up My Heart» [Original Versión] - 3:31
2. «Crazy For You» - 3:41
3. Exclusive Interview - 10:48

### Alemania
Sencillo (74321451502)
1. «Tearin' Up My Heart» [Radio Edit] - 3:26
2. «Tearin' Up My Heart» [Versión extendida] - 4:45
3. «Tearin' Up My Heart» [Phat Dub] - 6:28
4. «Tearin' Up My Heart» [Phat Swede Instrumental] - 6:44

### Estados Unidos
CD1
1. «Tearin' Up My Heart» [Riprock And Alex G's Heart & Key Club Mix] - 5:57
2. «Tearin' Up My Heart» [Ron Hester's Hot Tracks Extended Mix] - 6:04
3. «Tearin' Up My Heart» [Stone's Phat Sweed Club Mix] - 6:44
4. «Tearin' Up My Heart» [JJ Flores' Main Level Club Mix] - 5:20

CD2
1. «Tearin' Up My Heart» [Riprock & Alex G's Heart Edit] - 3:51
2. «Tearin' Up My Heart» [Beat Back Radio Edit] - 3:29
3. «Tearin' Up My Heart» [Riprock & Alex G's Smooth Mix]	- 4:19
4. «Tearin' Up My Heart» [Original Version] - 3:31

### Australia
Sencillo
1. «Tearin' Up My Heart» [Original Versión] - 3:30
2. «Tearin' Up My Heart» [Beat Back Radio Edit] - 3:28
3. «Tearin' Up My Heart» [Riprock And Alex G's Heart & Key Edit] - 3:51
4. «Tearin' Up My Heart» [JJ Flores Main Level Edit] - 3:52

## Posicionamiento
| Listas (1997-1998)                   | Posición |
| ------------------------------------ | -------- |
| Australian Singles Chart             | 20       |
| Germany Singles Chart                | 4        |
| Austrian Singles Chart               | 4        |
| Dutch Singles Chart                  | 31       |
| New Zealand Singles Chart            | 19       |
| Swiss Singles Chart                  | 6        |
| UK Singles Chart                     | 40       |
| U.S. Billboard Hot 100 Singles Chart | 59       |
| U.S. Top 40 Mainstream               | 6        |
| U.S. Hot 100 Airplay                 | 15       |
| U.S. Hot Singles Recurrents          | 2        |
| U.S. Top 40 Tracks                   | 18       |
| U.S. Hot 100 Recurrent Airplay       | 2        |
| U.S. Rhythmic Top 40                 | 19       |